# Saint-Hilaire-la-Forêt
Pour les articles homonymes, voir Saint-Hilaire.
Saint-Hilaire-la-Forêt est une commune du Centre-Ouest de la France, située dans le département de la Vendée en région Pays de la Loire.

## Géographie
Le territoire municipal de Saint-Hilaire-la-Forêt s'étend sur 1 094 hectares. L'altitude moyenne de la commune est de 19 mètres, avec des niveaux fluctuant entre 2 et 38 mètres,.
Commune située à 5 km de l'océan Atlantique et des villages voisins distants de 2 km (Longeville-sur-Mer ou Avrillé).
Le village est en pleine extension avec la construction récente de trois nouveaux lotissements.
| Talmont-Saint-Hilaire  | Poiroux                |                    |
|                        | Saint-Hilaire-la-Forêt | Avrillé            |
| Saint-Vincent-sur-Jard |                        | Longeville-sur-Mer |

### Climat
Pour des articles plus généraux, voir Climat des Pays de la Loire et Climat de la Vendée.
En 2010, le climat de la commune est de type climat océanique franc, selon une étude du CNRS s'appuyant sur une série de données couvrant la période 1971-2000. En 2020, Météo-France publie une typologie des climats de la France métropolitaine dans laquelle la commune est exposée à un climat océanique et est dans la région climatique  Bretagne orientale et méridionale, Pays nantais, Vendée, caractérisée par une faible pluviométrie en été et une bonne insolation. 
Pour la période 1971-2000, la température annuelle moyenne est de 12,6 °C, avec une amplitude thermique annuelle de 13,2 °C. Le cumul annuel moyen de précipitations est de 782 mm, avec 12,3 jours de précipitations en janvier et 6,2 jours en juillet. Pour la période 1991-2020, la température moyenne annuelle observée sur la station météorologique de Météo-France la plus proche, sur la commune d'Angles à 10 km à vol d'oiseau, est de 13,2 °C et le cumul annuel moyen de précipitations est de 869,3 mm,. Pour l'avenir, les paramètres climatiques de la commune estimés pour 2050 selon différents scénarios d'émission de gaz à effet de serre sont consultables sur un site dédié publié par Météo-France en novembre 2022.

## Urbanisme

### Typologie
Au 1er janvier 2024, Saint-Hilaire-la-Forêt est catégorisée commune rurale à habitat dispersé, selon la nouvelle grille communale de densité à sept niveaux définie par l'Insee en 2022.
Elle est située hors unité urbaine et hors attraction des villes,.

### Occupation des sols
L'occupation des sols de la commune, telle qu'elle ressort de la base de données européenne d’occupation biophysique des sols Corine Land Cover (CLC), est marquée par l'importance des territoires agricoles (89,9 % en 2018), en diminution par rapport à 1990 (92,2 %). La répartition détaillée en 2018 est la suivante : 
terres arables (61,1 %), prairies (21,4 %), zones urbanisées (10,1 %), zones agricoles hétérogènes (7,4 %). L'évolution de l’occupation des sols de la commune et de ses infrastructures peut être observée sur les différentes représentations cartographiques du territoire : la carte de Cassini (XVIIIe siècle), la carte d'état-major (1820-1866) et les cartes ou photos aériennes de l'IGN pour la période actuelle (1950 à aujourd'hui).

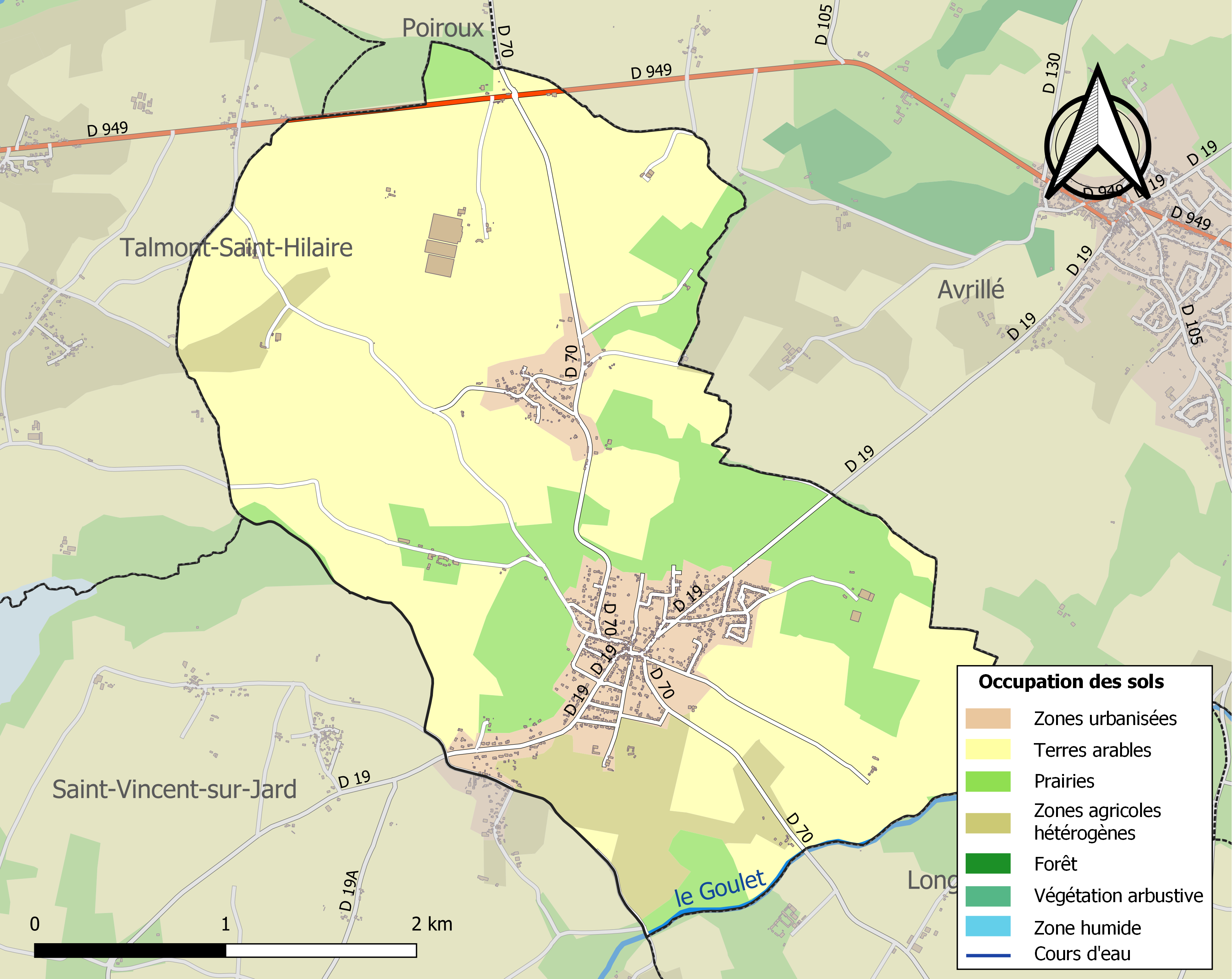
Carte des infrastructures et de l'occupation des sols de la commune en 2018 (CLC).

## Toponymie
Durant la Révolution, la commune porte le nom de La Vineuse-en-Plaine.

## Histoire
L'un des anciens curés de la commune fut le premier serviteur du pape Pie III.

## Politique et administration

### Liste des maires
| Période                                  | Période   | Identité          | Étiquette | Qualité                  |
| ---------------------------------------- | --------- | ----------------- | --------- | ------------------------ |
| Les données manquantes sont à compléter. |           |                   |           |                          |
| An IX                                    | 1808      | Pierre Hillairet  |           |                          |
| 1808                                     | 1821      | Louis Aujard      |           |                          |
| 1910                                     | 1921      | Frédéric Ouvrard  |           |                          |
| 1921                                     | 1922      | Pierre Boussais   |           |                          |
| 1923                                     | 1929      | Frédéric Ouvrard  |           |                          |
| 1929                                     | 1935      | Louis Perochon    |           |                          |
| 1936                                     | 1944      | Jacques Sire      |           |                          |
| 1945                                     | 1950      | Eugène Dubois     |           |                          |
| Les données manquantes sont à compléter. |           |                   |           |                          |
| avant 1977                               | mars 1983 | Julien Chancelier |           |                          |
| mars 1983                                | mars 2001 | Michel Buffet     |           | Retraité des PTT         |
| mars 2001                                | mars 2008 | Didier Lambert    |           | Préparateur en pharmacie |
| mars 2008                                | En cours  | Christian Baty    |           | Agriculteur              |

La commune appartient à la communauté de communes du Talmondais de 2003 à 2016.

## Population et société

### Démographie

#### Évolution démographique
L'évolution du nombre d'habitants est connue à travers les recensements de la population effectués dans la commune depuis 1793. Pour les communes de moins de 10 000 habitants, une enquête de recensement portant sur toute la population est réalisée tous les cinq ans, les populations de référence des années intermédiaires étant quant à elles estimées par interpolation ou extrapolation. Pour la commune, le premier recensement exhaustif entrant dans le cadre du nouveau dispositif a été réalisé en 2008.

En 2022, la commune comptait 824 habitants, en évolution de +0,86 % par rapport à 2016 (Vendée : +5,33 %, France hors Mayotte : +2,11 %).
| 1793 | 1800 | 1806 | 1821 | 1831 | 1836 | 1841 | 1846 | 1851 |
| ---- | ---- | ---- | ---- | ---- | ---- | ---- | ---- | ---- |
| 312  | 362  | 355  | 392  | 425  | 442  | 529  | 523  | 478  |

| 1856 | 1861 | 1866 | 1872 | 1876 | 1881 | 1886 | 1891 | 1896 |
| ---- | ---- | ---- | ---- | ---- | ---- | ---- | ---- | ---- |
| 532  | 558  | 511  | 497  | 482  | 492  | 524  | 523  | 503  |

| 1901 | 1906 | 1911 | 1921 | 1926 | 1931 | 1936 | 1946 | 1954 |
| ---- | ---- | ---- | ---- | ---- | ---- | ---- | ---- | ---- |
| 475  | 484  | 478  | 433  | 410  | 360  | 363  | 312  | 296  |

| 1962 | 1968 | 1975 | 1982 | 1990 | 1999 | 2006 | 2008 | 2013 |
| ---- | ---- | ---- | ---- | ---- | ---- | ---- | ---- | ---- |
| 315  | 266  | 260  | 289  | 363  | 423  | 560  | 600  | 814  |

| 2018 | 2022 | - | - | - | - | - | - | - |
| ---- | ---- | - | - | - | - | - | - | - |
| 788  | 824  | - | - | - | - | - | - | - |

#### Pyramide des âges
La population de la commune est relativement âgée.
En 2018, le taux de personnes d'un âge inférieur à 30 ans s'élève à 24,5 %, soit en dessous de la moyenne départementale (31,6 %). À l'inverse, le taux de personnes d'âge supérieur à 60 ans est de 41,4 % la même année, alors qu'il est de 31,0 % au niveau départemental.
En 2018, la commune comptait 387 hommes pour 401 femmes, soit un taux de 50,89 % de femmes, légèrement inférieur au taux départemental (51,16 %).
Les pyramides des âges de la commune et du département s'établissent comme suit.
| Hommes | Classe d’âge | Femmes |
| ------ | ------------ | ------ |
| 0,5    | 90 ou +      | 0,2    |
| 12,1   | 75-89 ans    | 10,7   |
| 30,0   | 60-74 ans    | 29,2   |
| 17,1   | 45-59 ans    | 17,7   |
| 17,1   | 30-44 ans    | 16,5   |
| 8,3    | 15-29 ans    | 10,0   |
| 15,0   | 0-14 ans     | 15,7   |

| Hommes | Classe d’âge | Femmes |
| ------ | ------------ | ------ |
| 0,8    | 90 ou +      | 2,2    |
| 8,7    | 75-89 ans    | 11,1   |
| 20,3   | 60-74 ans    | 21,3   |
| 20     | 45-59 ans    | 19,4   |
| 17,5   | 30-44 ans    | 16,8   |
| 15     | 15-29 ans    | 13,2   |
| 17,7   | 0-14 ans     | 16,1   |

## Lieux et monuments

### Menhirs de la Rainière
- Deux menhirs inscrits au titre des monuments historiques[21].

### Centre archéologique
Le Centre archéologique d’initiation et de recherche sur le Néolithique (Cairn), est un archéosite géré par la communauté de communes du Talmondais, centré autour des menhirs et des dolmens, nombreux dans la région.

### Autres lieux
- Le centre est composé d'un carrefour de cinq routes où l'église Saint-Hilaire (style composite, beau retable contre Réforme au chœur, une seule nef) et la mairie se font face  autour d'une place ombragée.
- Au 11, rue de La Vineuse-en-Plaine (la grand'rue), un trio de Actinidia chinensis planté en 1985 (âgé de 30 ans) couvre un mur de pierre.
- Une fontaine sacrée « La Courolle » qui jadis était un lieu de pèlerinage. Lors des années de grande sécheresse, les habitants de la commune partaient en pèlerinage, procession, pour implorer la venue de l'eau.
- Le port de Biard, qui est la limite entre le Massif armoricain et le Bassin aquitain.

## Industrie touristique
L'un des camping trois étoiles est retenu de façon permanente par deux comités d'entreprise britanniques. Commerçants (les primeurs s'achètent chez les agriculteurs maraîchers) et habitants (242) sont donc devenus bilingues pour la plupart.

## Divers
- Il n'y avait plus d'école primaire depuis 1991 : la dernière année, la classe unique comportait sept élèves et l'instituteur était un adepte de Célestin Freinet.

Une nouvelle école primaire a ouvert ses portes pour la rentrée scolaire de septembre 2009 : 35 enfants, de la petite maternelle au CM2, encadrés par deux enseignantes et deux ATSEM. Un service de restauration scolaire est organisé en commun entre les communes de Talmont-Saint-Hilaire, Poiroux, Saint-Hilaire-la-Forêt et l'école libre d'Avrillé.
En 2018, l'école accueille 67 élèves répartis en 3 classes.

## Héraldique
| Blason de Saint-Hilaire-la-Forêt | Blason  | Parti : au 1) d'or à la crosse de sable, au 2) d'azur à l'érable arraché d'argent.                                                                                                 |
| Blason de Saint-Hilaire-la-Forêt | Détails | La crosse est l'attribut de saint Hilaire et l'érable évoque la 2ème partie du nom de la commune. Création de Jean-François Binon adoptée par la municipalité le 29 novembre 2015. |